# گاواراگت
گاواراگت (به ارمنی: Գավառագտ) رودی است در کشور ارمنستان که در استان گغارکونیک جریان دارد  به دریاچهٔ سوان می‌ریزد. طول آن ۲۴ کیلومتر (۱۵ مایل) و مساحت حوضهٔ آبخیز (دبی) آن کیلومتر مربع می‌باشد.